# Edward Begle
Edward Griffith Begle (Saginaw, Michigan, 27 de novembro de 1914 — Palo Alto, 2 de março de 1978) foi um matemático estadunidense.

## Publicações
- 1951 Introductory calculus, with analytic geometry, Holt, Rinehart and Winston, revised edition 1960, Holt, Rinehart and Winston
- 1955 Freshman mathematics at Yale University, (National Science Foundation), Oklahoma Agricultural and Mechanical College
- 1955 Lectures on experimental programs in collegiate mathematics, (National Science Foundation), Oklahoma Agricultural and Mechanical College
- 1964 Cooperative research project no. F-037: Final report. I. Conference on Mathematics Education for Below Average Achievers. II. Writing experience for potential ... participation in a group writing project, Stanford University Press
- 1971 Calculus, Holt, Rinehart and Winston
- 1972 Teacher knowledge and student achievement in algebra, School Mathematics Study Group
- 1972 Teacher effectiveness in mathematics instruction (NLSMA reports), Available from A.C. Vroman
- 1972 The prediction of mathematics achievement (NLSMA reports), Available from A.C. Vroman
- 1975 The mathematics of the elementary school, McGraw-Hill
- 1979 Critical Variables in Mathematics Education: Findings from a Survey of the Empirical Literature, Mathematical Association of America